# Campeonato Peruano de Voleibol Feminino de 2021–22 - Série A
A Liga Nacional de Voleibol Feminino de 2021–22 - Série A por questões de patrocínio Liga Nacional de Voleibol Feminino "Copa Movistar" é a 20ª edição desta competição organizada pela FPV. Também será a 52ª edição do Campeonato Peruano de Voleibol Feminino, a principal competição entre clubes de voleibol feminino do Peru. Participaram do torneio dez equipes provenientes de duas regiões peruanas, ou seja, de Callao (região) e Lima (região).O campeonato foi iniciado e paralisado por novos infecções da pandemia Covid-19 em Lima, foi suspenso provisoriamente,  Polideportivo de Villa El Salvador e anunciado retorno em 11 de janeiro de 2022, e permitido a presença de 40% da capacidade do ginásio

## Equipes participantes
| Equipe                              | Cidade       | Última participação | Temporada 2020/2021 |
| ----------------------------------- | ------------ | ------------------- | ------------------- |
| Regatas Lima                        | Lima         | A1 2020/2021        | 1º                  |
| Club Alianza Lima Vóley             | Lima         | A1 2020/2021        | 2º                  |
| Circolo Sportivo Italiano           | Lima         | A1 2020/2021        | 3º                  |
| Rebaza Acosta                       | Callao       | A1 2020/2021        | 4º                  |
| Deportivo Jaamsa                    | Lima         | A1 2020/2021        | 5º                  |
| Latino Amisa                        | Pueblo Libre | A1 2020/2021        | 6º                  |
| Géminis de Comas                    | Lima         | A1 2020/2021        | 7º                  |
| Universidad de San Martín de Porres | Lima         | A1 2020/2021        | 8º                  |
| Deportivo Alianza                   | Lima         | A1 2020/2021        | 9º                  |
| Golazo Comas                        | Lima         | A2 2021             | 1º                  |

## Fase classificatória

### Primeira fase
A primeira etapa da competição será no sistema de todos conta todos, ao final as seis melhores equipes, serão subdivididas em dois triangulares, com partidas de ida e volta. Os dois primeiros de cada grupo se enfrentarão nas semifinais (1A x 2B; 1B x 2A) e os vencedores disputarão o título do campeonato em partidas play off melhor de cinco.
Já as equipes eliminadas da primeira fase, ou seja, do sétimo ao décimo lugar jogarão um quadrangular, todos se enfrentando, ao final a última colocada disputará automaticamente a Liga Intermediária (A2), enquanto o penúltimo enfrentará em partidas ida e volta o segundo colocado da Liga Intermediária pela permanência (repescagem).

### Classificação
- Vitória por 3 sets a 0 ou 3 a 1: 3 pontos para o vencedor;
- Vitória por 3 sets a 2: 2 pontos para o vencedor e 1 ponto para o perdedor.
- Não comparecimento, a equipe perde 2 pontos.
- Em caso de igualdade por pontos, os seguintes critérios servem como desempate: número de vitórias, média de sets e média de pontos.

|  |                                            |
|  | Equipes classificadas para a Segunda fase. |
|  | Quadrangular de Ascenso ou Permanência     |

|     |                           |     | Jogos | Jogos | Jogos | Resultados | Resultados | Resultados | Resultados | Resultados | Resultados | Sets | Sets | Sets  | Pontos | Pontos | Pontos |
| Pos | Equipe                    | Pts | T     | V     | D     | 3–0        | 3–1        | 3–2        | 2–3        | 1–3        | 0–3        | V    | P    | R     | V      | P      | R      |
| --- | ------------------------- | --- | ----- | ----- | ----- | ---------- | ---------- | ---------- | ---------- | ---------- | ---------- | ---- | ---- | ----- | ------ | ------ | ------ |
| 1   | Circolo Sportivo Italiano | 4   | 2     | 2     | 0     | 0          | 0          | 2          | 0          | 0          | 0          | 6    | 4    | 1.500 | 0      | 0      | MAX    |
| 2   | Alianza Lima              | 4   | 2     | 2     | 0     | 0          | 0          | 2          | 0          | 0          | 0          | 6    | 4    | 1.500 | 0      | 0      | MAX    |
| 3   | Regatas Lima              | 4   | 2     | 2     | 0     | 0          | 0          | 2          | 0          | 0          | 0          | 6    | 4    | 1.500 | 0      | 0      | MAX    |
| 4   | Deportivo Jaamsa          | 4   | 2     | 2     | 0     | 0          | 0          | 2          | 0          | 0          | 0          | 6    | 4    | 1.500 | 0      | 0      | MAX    |
| 5   | Latino Amisa              | 4   | 2     | 2     | 0     | 0          | 0          | 2          | 0          | 0          | 0          | 6    | 4    | 1.500 | 0      | 0      | MAX    |
| 6   | Rebaza Acosta             | 4   | 2     | 2     | 0     | 0          | 0          | 2          | 0          | 0          | 0          | 6    | 4    | 1.500 | 0      | 0      | MAX    |
| 7   | Géminis de Comas          | 4   | 2     | 2     | 0     | 0          | 0          | 2          | 0          | 0          | 0          | 6    | 4    | 1.500 | 0      | 0      | MAX    |
| 8   | USMP                      | 4   | 2     | 2     | 0     | 0          | 0          | 2          | 0          | 0          | 0          | 6    | 4    | 1.500 | 0      | 0      | MAX    |
| 9   | Golazo Comas              | 4   | 2     | 2     | 0     | 0          | 0          | 2          | 0          | 0          | 0          | 6    | 4    | 1.500 | 0      | 0      | MAX    |
| 10  | Deportivo Alianza         | 4   | 2     | 2     | 0     | 0          | 0          | 2          | 0          | 0          | 0          | 6    | 4    | 1.500 | 0      | 0      | MAX    |

#### Primeira rodada
Resultados
| Data   | Hora  |                   | Placar |                           | Set 1 | Set 2 | Set 3 | Set 4 | Set 5 | Total  | Relatório |
| ------ | ----- | ----------------- | ------ | ------------------------- | ----- | ----- | ----- | ----- | ----- | ------ | --------- |
| 16 dez | 15:00 | Regatas Lima      | 3–0    | Golazo Comas              | 25–15 | 25–23 | 25–17 |       |       | 75–55  | Relatório |
| 18 dez | 15:00 | Deportivo Alianza | 2–3    | Alianza Lima              | 25–27 | 27–25 | 14–25 | 25–22 | 8–15  | 99–114 | Relatório |
| 18 dez | 17:30 | USMP              | 0–3    | Circolo Sportivo Italiano | 19–25 | 21–25 | 20–25 |       |       | 60–75  | Relatório |
| 19 dez | 15:00 | Géminis de Comas  | 3–0    | Rebaza Acosta             | 25–19 | 25–17 | 25–13 |       |       | 75–49  | Relatório |
| 19 dez | 17:30 | Latino Amisa      | 0–3    | Deportivo Jaamsa          | 19–25 | 15–25 | 18–25 |       |       | 52–75  | Relatório |

#### Segunda rodada
Resultados
| Data   | Hora  |                  | Placar |                           | Set 1 | Set 2 | Set 3 | Set 4 | Set 5 | Total  | Relatório |
| ------ | ----- | ---------------- | ------ | ------------------------- | ----- | ----- | ----- | ----- | ----- | ------ | --------- |
| 19 jan | 15:00 | Regatas Lima     | 3–0    | Deportivo Alianza         | 25–20 | 25–17 | 25–13 |       |       | 75–50  | Relatório |
| 19 jan | 17:30 | USMP             | 3–1*   | Golazo Comas              | 25–22 | 22–25 | 25–19 | 25–23 |       | 97–89  | Relatório |
| 22 jan | 15:00 | Géminis de Comas | 3–1    | Alianza Lima              | 20–25 | 25–23 | 25–20 |       |       | 70–68  | Relatório |
| 22 jan | 17:30 | Latino Amisa     | 3–1    | Circolo Sportivo Italiano | 25–20 | 26–24 | 20–25 | 28–26 |       | 99–95  | Relatório |
| 23 jan | 15:00 | Géminis de Comas | 3–1    | Rebaza Acosta             | 25–17 | 25–27 | 25–23 | 25–22 |       | 100–89 | Relatório |

Nota
JG ^  De acordo com a Resolução /nº001-CC-LNSF-F-2021/2022, do Comitê de Controle do LNS Feminino 2021-2022, publicado em 28 de fevereiro de 2022, o resultado da partida do USMP 3-1 Golazo Comas (Group Soan), foi alterado na Classificação Oficial LNSV para o seguinte: USMP 0-3 Golazo Comas (0-25, 0-25 e 0-25).

#### Terceira rodada
Resultados
| Data   | Hora  |                  | Placar |                           | Set 1 | Set 2 | Set 3 | Set 4 | Set 5 | Total   | Relatório |
| ------ | ----- | ---------------- | ------ | ------------------------- | ----- | ----- | ----- | ----- | ----- | ------- | --------- |
| 23 jan | 17:30 | Regatas Lima     | 1–3*   | USMP                      | 22–25 | 19–25 | 25–15 | 23–25 |       | 89–90   | Relatório |
| 25 jan | 15:00 | Géminis de Comas | 3–1    | Deportivo Alianza         | 20–25 | 25–23 | 25–14 | 26–24 |       | 96–86   | Relatório |
| 25 jan | 17:30 | Latino Amisa     | 3–0    | Golazo Comas              | 25–19 | 25–13 | 25–16 |       |       | 75–48   | Relatório |
| 29 jan | 15:00 | Deportivo Jaamsa | 3–2    | Alianza Lima              | 25–23 | 25–19 | 21–25 | 19–25 | 17–15 | 107–107 | Relatório |
| 29 jan | 17:30 | Rebaza Acosta    | 3–1    | Circolo Sportivo Italiano | 25–15 | 21–25 | 25–21 | 25–22 |       | 96–83   | Relatório |

Nota
JG ^  De acordo com a Resolução /nº001-CC-LNSF-F-2021/2022, do Comitê de Controle do LNS Feminino 2021-2022, publicado em 28 de fevereiro de 2022, o resultado da partida do Regatas Limas 1-3 USMP, foi alterado na Classificação Oficial LNSV para o seguinte: Regatas Lima 3-0 USMP  (25-0, 25-0 e 25-0).

#### Quarta rodada
Resultados
| Data   | Hora  |                           | Placar |                   | Set 1 | Set 2 | Set 3 | Set 4 | Set 5 | Total  | Relatório |
| ------ | ----- | ------------------------- | ------ | ----------------- | ----- | ----- | ----- | ----- | ----- | ------ | --------- |
| 30 jan | 15:00 | Regatas Lima              | 3–1    | Géminis de Comas  | 15–25 | 25–15 | 25–15 | 25–20 |       | 90–75  | Relatório |
| 30 jan | 17:30 | Latino Amisa              | 3–0    | USMP              | 25–19 | 25–19 | 25–21 |       |       | 75–59  | Relatório |
| 3 fev  | 15:00 | Deportivo Jaamsa          | 2–3    | Deportivo Alianza | 25–19 | 16–25 | 25–20 | 17–25 | 14–16 | 97–105 | Relatório |
| 3 fev  | 17:30 | Rebaza Acosta             | 3–0    | Golazo Comas      | 25–16 | 25–18 | 25–13 |       |       | 75–47  | Relatório |
| 5 fev  | 15:00 | Circolo Sportivo Italiano | 0–3    | Alianza Lima      | 23–25 | 21–25 | 21–25 |       |       | 65–75  | Relatório |

#### Quinta rodada
Resultados
| Data  | Hora  |                           | Placar |                   | Set 1 | Set 2 | Set 3 | Set 4 | Set 5 | Total | Relatório    |
| ----- | ----- | ------------------------- | ------ | ----------------- | ----- | ----- | ----- | ----- | ----- | ----- | ------------ |
| 5 fev | 17:30 | Regatas Lima              | 0–0    | Latino Amisa      | –     | –     | –     |       |       | 0–0   | [ Relatório] |
| 6 fev | 15:00 | Deportivo Jaamsa          | 0–0    | Géminis de Comas  | –     | –     | –     |       |       | 0–0   | [ Relatório] |
| 6 fev | 17:30 | Rebaza Acosta             | 0–0    | USMP              | –     | –     | –     |       |       | 0–0   | [ Relatório] |
| 8 fev | 15:00 | Circolo Sportivo Italiano | 0–0    | Deportivo Alianza | –     | –     | –     |       |       | 0–0   | [ Relatório] |
| 8 fev | 17:30 | Alianza Lima              | 0–0    | Golazo Comas      | –     | –     | –     |       |       | 0–0   | [ Relatório] |

#### Sexta rodada
Resultados
| Data   | Hora  |                           | Placar |                   | Set 1 | Set 2 | Set 3 | Set 4 | Set 5 | Total | Relatório    |
| ------ | ----- | ------------------------- | ------ | ----------------- | ----- | ----- | ----- | ----- | ----- | ----- | ------------ |
| 10 fev | 17:30 | Regatas Lima              | 0–0    | Deportivo Jaamsa  | –     | –     | –     |       |       | 0–0   | [ Relatório] |
| 10 fev | 15:00 | Rebaza Acosta             | 0–0    | Latino Amisa      | –     | –     | –     |       |       | 0–0   | [ Relatório] |
| 12 fev | 15:00 | Circolo Sportivo Italiano | 0–0    | Géminis de Comas  | –     | –     | –     |       |       | 0–0   | [ Relatório] |
| 12 fev | 17:30 | Alianza Lima              | 0–0    | USMP              | –     | –     | –     |       |       | 0–0   | [ Relatório] |
| 13 fev | 15:00 | Golazo Comas              | 0–0    | Deportivo Alianza | –     | –     | –     |       |       | 0–0   | [ Relatório] |

#### Sétima rodada
Resultados
| Data   | Hora  |                           | Placar |                  | Set 1 | Set 2 | Set 3 | Set 4 | Set 5 | Total | Relatório    |
| ------ | ----- | ------------------------- | ------ | ---------------- | ----- | ----- | ----- | ----- | ----- | ----- | ------------ |
| 13 fev | 17:30 | Regatas Lima              | 0–0    | Rebaza Acosta    | –     | –     | –     |       |       | 0–0   | [ Relatório] |
| 15 fev | 15:00 | Circolo Sportivo Italiano | 0–0    | Deportivo Jaamsa | –     | –     | –     |       |       | 0–0   | [ Relatório] |
| 15 fev | 17:30 | Alianza Lima              | 0–0    | Latino Amisa     | –     | –     | –     |       |       | 0–0   | [ Relatório] |
| 17 fev | 15:00 | Golazo Comas              | 0–0    | Géminis de Comas | –     | –     | –     |       |       | 0–0   | [ Relatório] |
| 17 fev | 17:30 | Deportivo Alianza         | 0–0    | USMP             | –     | –     | –     |       |       | 0–0   | [ Relatório] |

#### Oitava rodada
Resultados
| Data   | Hora  |                   | Placar |                           | Set 1 | Set 2 | Set 3 | Set 4 | Set 5 | Total | Relatório    |
| ------ | ----- | ----------------- | ------ | ------------------------- | ----- | ----- | ----- | ----- | ----- | ----- | ------------ |
| 19 fev | 15:00 | Regatas Lima      | 0–0    | Circolo Sportivo Italiano | –     | –     | –     |       |       | 0–0   | [ Relatório] |
| 19 fev | 17:30 | Alianza Lima      | 0–0    | Rebaza Acosta             | –     | –     | –     |       |       | 0–0   | [ Relatório] |
| 20 fev | 15:00 | Golazo Comas      | 0–0    | Deportivo Jaamsa          | –     | –     | –     |       |       | 0–0   | [ Relatório] |
| 20 fev | 17:30 | Deportivo Alianza | 0–0    | Latino Amisa              | –     | –     | –     |       |       | 0–0   | [ Relatório] |
| 22 fev | 15:00 | USMP              | 0–0    | Géminis de Comas          | –     | –     | –     |       |       | 0–0   | [ Relatório] |

#### Nona rodada
Resultados
| Data   | Hora  |                   | Placar |                           | Set 1 | Set 2 | Set 3 | Set 4 | Set 5 | Total | Relatório    |
| ------ | ----- | ----------------- | ------ | ------------------------- | ----- | ----- | ----- | ----- | ----- | ----- | ------------ |
| 22 fev | 17:30 | Golazo Comas      | 0–0    | Circolo Sportivo Italiano | –     | –     | –     |       |       | 0–0   | [ Relatório] |
| 24 fev | 15:00 | Deportivo Alianza | 0–0    | Rebaza Acosta             | –     | –     | –     |       |       | 0–0   | [ Relatório] |
| 24 fev | 17:30 | USMP              | 0–0    | Deportivo Jaamsa          | –     | –     | –     |       |       | 0–0   | [ Relatório] |
| 26 fev | 15:00 | Géminis de Comas  | 0–0    | Latino Amisa              | –     | –     | –     |       |       | 0–0   | [ Relatório] |
| 26 fev | 17:30 | Regatas Lima      | 0–0    | Alianza Lima              | –     | –     | –     |       |       | 0–0   | [ Relatório] |

### Segunda fase
As seis melhores equipes,  disputam a continuidade no torneio em dois triangulares, com partidas de ida e volta. Os dois primeiros de cada grupo se enfrentarão nas semifinais (1A x 2B; 1B x 2A) e os vencedores disputarão o título do campeonato em partidas play off melhor de cinco, enquanto os terceiros colocados fazem a disputa pela quinta posição.
Grupo A
|  |                                          |
|  | Equipes classificadas para às semifinais |
|  | Disputa do Quinto lugar                  |

|     |           |     | Jogos | Jogos | Jogos | Resultados | Resultados | Resultados | Resultados | Resultados | Resultados | Sets | Sets | Sets | Pontos | Pontos | Pontos |
| Pos | Equipe    | Pts | T     | V     | D     | 3–0        | 3–1        | 3–2        | 2–3        | 1–3        | 0–3        | V    | P    | R    | V      | P      | R      |
| --- | --------- | --- | ----- | ----- | ----- | ---------- | ---------- | ---------- | ---------- | ---------- | ---------- | ---- | ---- | ---- | ------ | ------ | ------ |
| 1   | A definir | 0   | 0     | 0     | 0     | 0          | 0          | 0          | 0          | 0          | 0          | 0    | 0    | MAX  | 0      | 0      | MAX    |
| 2   | A definir | 0   | 0     | 0     | 0     | 0          | 0          | 0          | 0          | 0          | 0          | 0    | 0    | MAX  | 0      | 0      | MAX    |

Resultados
| Data | Hora  |           | Placar |           | Set 1 | Set 2 | Set 3 | Set 4 | Set 5 | Total | Relatório |
| ---- | ----- | --------- | ------ | --------- | ----- | ----- | ----- | ----- | ----- | ----- | --------- |
| ---  | 00:00 | A definir | 0–0    | A definir | 0-0   | 0-0   | 0-0   |       |       | 0–0   | 0-0       |

Grupo B
|  |                                          |
|  | Equipes classificadas para às semifinais |
|  | Disputa do Quinto lugar                  |

|     |           |     | Jogos | Jogos | Jogos | Resultados | Resultados | Resultados | Resultados | Resultados | Resultados | Sets | Sets | Sets | Pontos | Pontos | Pontos |
| Pos | Equipe    | Pts | T     | V     | D     | 3–0        | 3–1        | 3–2        | 2–3        | 1–3        | 0–3        | V    | P    | R    | V      | P      | R      |
| --- | --------- | --- | ----- | ----- | ----- | ---------- | ---------- | ---------- | ---------- | ---------- | ---------- | ---- | ---- | ---- | ------ | ------ | ------ |
| 1   | A definir | 0   | 0     | 0     | 0     | 0          | 0          | 0          | 0          | 0          | 0          | 0    | 0    | MAX  | 0      | 0      | MAX    |
| 2   | A definir | 0   | 0     | 0     | 0     | 0          | 0          | 0          | 0          | 0          | 0          | 0    | 0    | MAX  | 0      | 0      | MAX    |

Resultados
| Data | Hora  |           | Placar |           | Set 1 | Set 2 | Set 3 | Set 4 | Set 5 | Total | Relatório |
| ---- | ----- | --------- | ------ | --------- | ----- | ----- | ----- | ----- | ----- | ----- | --------- |
| ---  | 00:00 | A definir | 0–0    | A definir | 0-0   | 0-0   | 0-0   |       |       | 0–0   | 0-0       |

## Quadrangular de permanência
|  |                                |
|  | Permanência na LNSV 2021-22.   |
|  | Repescagem                     |
|  | Rebaixado a Liga Intermediária |

|     |           |     | Jogos | Jogos | Jogos | Resultados | Resultados | Resultados | Resultados | Resultados | Resultados | Sets | Sets | Sets | Pontos | Pontos | Pontos |
| Pos | Equipe    | Pts | T     | V     | D     | 3–0        | 3–1        | 3–2        | 2–3        | 1–3        | 0–3        | V    | P    | R    | V      | P      | R      |
| --- | --------- | --- | ----- | ----- | ----- | ---------- | ---------- | ---------- | ---------- | ---------- | ---------- | ---- | ---- | ---- | ------ | ------ | ------ |
| 1   | A definir | 0   | 0     | 0     | 0     | 0          | 0          | 0          | 0          | 0          | 0          | 0    | 0    | MAX  | 0      | 0      | MAX    |
| 2   | A definir | 0   | 0     | 0     | 0     | 0          | 0          | 0          | 0          | 0          | 0          | 0    | 0    | MAX  | 0      | 0      | MAX    |

Resultados
| Data | Hora  |           | Placar |           | Set 1 | Set 2 | Set 3 | Set 4 | Set 5 | Total | Relatório |
| ---- | ----- | --------- | ------ | --------- | ----- | ----- | ----- | ----- | ----- | ----- | --------- |
| ---  | 00:00 | A definir | 0–0    | A definir | 0-0   | 0-0   | 0-0   |       |       | 0–0   | 0-0       |

## Quinto lugar
Resultado
| Data | Hora  |           | Placar |           | Set 1 | Set 2 | Set 3 | Set 4 | Set 5 | Total | Relatório |
| ---- | ----- | --------- | ------ | --------- | ----- | ----- | ----- | ----- | ----- | ----- | --------- |
| ---  | 00:00 | A definir | 0–0    | A definir | 0-0   | 0-0   | 0-0   |       |       | 0–0   | 0-0       |

## Repescagem
|  |                         |
|  | Promoção a LNSV 2022-23 |

|     |           |     | Jogos | Jogos | Jogos | Resultados | Resultados | Resultados | Resultados | Resultados | Resultados | Sets | Sets | Sets | Pontos | Pontos | Pontos |
| Pos | Equipe    | Pts | T     | V     | D     | 3–0        | 3–1        | 3–2        | 2–3        | 1–3        | 0–3        | V    | P    | R    | V      | P      | R      |
| --- | --------- | --- | ----- | ----- | ----- | ---------- | ---------- | ---------- | ---------- | ---------- | ---------- | ---- | ---- | ---- | ------ | ------ | ------ |
| 1   | A definir | 0   | 0     | 0     | 0     | 0          | 0          | 0          | 0          | 0          | 0          | 0    | 0    | MAX  | 0      | 0      | MAX    |
| 2   | A definir | 0   | 0     | 0     | 0     | 0          | 0          | 0          | 0          | 0          | 0          | 0    | 0    | MAX  | 0      | 0      | MAX    |

Resultados
| Data | Hora  |           | Placar |           | Set 1 | Set 2 | Set 3 | Set 4 | Set 5 | Total | Relatório |
| ---- | ----- | --------- | ------ | --------- | ----- | ----- | ----- | ----- | ----- | ----- | --------- |
| ---  | 00:00 | A definir | 0–0    | A definir | 0-0   | 0-0   | 0-0   |       |       | 0–0   | 0-0       |

## Fase final

### Semifinal I
|  |                                  |
|  | Equipe classificada para a final |
|  | Disputa do Terceiro lugar        |

|     |           |     | Jogos | Jogos | Jogos | Resultados | Resultados | Resultados | Resultados | Resultados | Resultados | Sets | Sets | Sets | Pontos | Pontos | Pontos |
| Pos | Equipe    | Pts | T     | V     | D     | 3–0        | 3–1        | 3–2        | 2–3        | 1–3        | 0–3        | V    | P    | R    | V      | P      | R      |
| --- | --------- | --- | ----- | ----- | ----- | ---------- | ---------- | ---------- | ---------- | ---------- | ---------- | ---- | ---- | ---- | ------ | ------ | ------ |
| 1   | A definir | 0   | 0     | 0     | 0     | 0          | 0          | 0          | 0          | 0          | 0          | 0    | 0    | MAX  | 0      | 0      | MAX    |
| 2   | A definir | 0   | 0     | 0     | 0     | 0          | 0          | 0          | 0          | 0          | 0          | 0    | 0    | MAX  | 0      | 0      | MAX    |

Resultados
| Data | Hora  |           | Placar |           | Set 1 | Set 2 | Set 3 | Set 4 | Set 5 | Total | Relatório |
| ---- | ----- | --------- | ------ | --------- | ----- | ----- | ----- | ----- | ----- | ----- | --------- |
| ---  | 00:00 | A definir | 0–0    | A definir | 0-0   | 0-0   | 0-0   |       |       | 0–0   | 0-0       |

### Semifinal II
|  |                                  |
|  | Equipe classificada para a final |
|  | Disputa do Terceiro lugar        |

|     |           |     | Jogos | Jogos | Jogos | Resultados | Resultados | Resultados | Resultados | Resultados | Resultados | Sets | Sets | Sets | Pontos | Pontos | Pontos |
| Pos | Equipe    | Pts | T     | V     | D     | 3–0        | 3–1        | 3–2        | 2–3        | 1–3        | 0–3        | V    | P    | R    | V      | P      | R      |
| --- | --------- | --- | ----- | ----- | ----- | ---------- | ---------- | ---------- | ---------- | ---------- | ---------- | ---- | ---- | ---- | ------ | ------ | ------ |
| 1   | A definir | 0   | 0     | 0     | 0     | 0          | 0          | 0          | 0          | 0          | 0          | 0    | 0    | MAX  | 0      | 0      | MAX    |
| 2   | A definir | 0   | 0     | 0     | 0     | 0          | 0          | 0          | 0          | 0          | 0          | 0    | 0    | MAX  | 0      | 0      | MAX    |

Resultados
| Data | Hora  |           | Placar |           | Set 1 | Set 2 | Set 3 | Set 4 | Set 5 | Total | Relatório |
| ---- | ----- | --------- | ------ | --------- | ----- | ----- | ----- | ----- | ----- | ----- | --------- |
| ---  | 00:00 | A definir | 0–0    | A definir | 0-0   | 0-0   | 0-0   |       |       | 0–0   | 0-0       |

### Terceiro lugar
Resultados
| Data | Hora  |           | Placar |           | Set 1 | Set 2 | Set 3 | Set 4 | Set 5 | Total | Relatório |
| ---- | ----- | --------- | ------ | --------- | ----- | ----- | ----- | ----- | ----- | ----- | --------- |
| ---  | 00:00 | A definir | 0–0    | A definir | 0-0   | 0-0   | 0-0   |       |       | 0–0   | 0-0       |

### Final
Resultados
| Data | Hora  |           | Placar |           | Set 1 | Set 2 | Set 3 | Set 4 | Set 5 | Total | Relatório |
| ---- | ----- | --------- | ------ | --------- | ----- | ----- | ----- | ----- | ----- | ----- | --------- |
| ---  | 00:00 | A definir | 0–0    | A definir | 0-0   | 0-0   | 0-0   |       |       | 0–0   | 0-0       |

## Classificação final
| Posição           | Equipe      | Classificação/rebaixamento                                    |
| ----------------- | ----------- | ------------------------------------------------------------- |
| Medalha de ouro   | A definir   | Sul-Americano de Clubes de 2023--> · LNSV 2022/2023 - Série A |
| Medalha de prata  | A definir\| | LNSV 2022/2023 - Série A                                      |
| Medalha de bronze | A definir\| | LNSV 2022/2023 - Série A                                      |
| 4                 |             | LNSV 2022/2023 - Série A                                      |
| 5                 |             | LNSV 2022/2023 - Série A                                      |
| 6                 |             | LNSV 2022/2023 - Série A                                      |
| 7                 |             | LNSV 2022/2023 - Série A                                      |
| 8                 |             | LNSV 2022/2023 - Série A                                      |
| 9                 |             | LNSV 2022/2023 - Série A                                      |
| 10                | A definir   | LNIV 2022                                                     |

## Premiações
| LNSV 2021/2022                        |
| Peru                                  |
| ------------------------------------- |
| A definir Campeão (?° título Peruano) |

### Individuais
As atletas que se destacaram individualmente foram:
| Maior pontuadora      |
| 2° Maior pontuadora   |
| Melhor central        |
| 2° Melhor central     |
| Melhor ponteira       |
| 2° Melhor ponteira    |
| Melhor oposto         |
| 2° Melhor oposto      |
| Melhor levantadora    |
| 2° Melhor Levantadora |
| Melhor líbero         |
| 2° Melhor líbero      |
| Melhor sacadora       |
| 2° Melhor sacadora    |